# Cosey

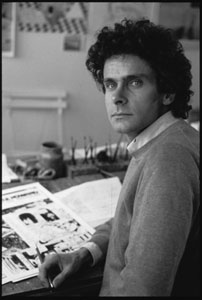
Cosey (photo Erling Mandelmann)

Cosey, de son vrai nom Bernard Cosendai, né le 14 juin 1950 à Lausanne, est un auteur de bande dessinée suisse.

## Biographie
Né dans une famille de trois enfants, Cosey quitte l'école et commence à travailler comme illustrateur pour une agence publicitaire en 1966. Il suit parallèlement une formation de graphiste et obtient en 1969 un certificat fédéral de capacité. Cette même année, un de ses dessins remporte le troisième prix d'un concours de couverture de Spirou. En 1970, il rencontre Derib, alors seul auteur suisse de bande dessinée professionnel. Il devient son apprenti et met en couleur Go West et Yakari. Derib l'incite à lancer ses propres séries.
En 1971, Cosey dessine trois aventures de Monfreid et Tilbury dans Le Soir-Jeunesse, supplément du quotidien bruxellois, sur des scénarios d'André-Paul Duchâteau. L'année suivante il entre au quotidien suisse 24 Heures, où il crée jusqu'en 1974 Paul Aroïd et Saphorin Ledoux. En 1975, il entre à Tintin avec Jonathan, série d'aventure suivant les pérégrinations himalayennes d'un jeune voyageur suisse amnésique sur les traces de son passé, considéré comme une œuvre militante pour le Tibet.
Cette série, dont il poursuit les histoires, lui assure un succès rapide[réf. souhaitée]. En 1976, il reçoit le Prix Saint-Michel Avenir puis en 1979 le Grand Prix Saint-Michel. En janvier 1982, le septième tome de Jonathan, intitulé Kate (pré-publié dans Tintin en 1980), obtient l'Alfred du meilleur album au festival d'Angoulême.
Après Le Privilège du serpent, tome 8 de Jonathan pré-publié en 1981, Cosey commence à se lasser de la série et se lance dans un diptyque situé en Suisse : À la recherche de Peter Pan. Mais le succès de Kate pousse Le Lombard à lui demander de dessiner encore un Jonathan. Cosey doit donc interrompre son projet pour réaliser Neal et Sylvester en 1982. À la recherche de Peter Pan est finalement pré-publié en 1983-1984 dans Tintin puis en 1984-1985 en deux volumes dans la collection adulte « Histoires et Légendes ». C'est un nouveau succès critique comme public : l'album se vend plus que le dernier Jonathan en date, à la grande surprise du Lombard[réf. souhaitée].
Après avoir dessiné deux autres Jonathan qui se déroulent aux États-Unis, Oncle Howard est de retour en 1985 et Greyshore Island en 1986, Cosey se lance dans la réalisation d'un nouveau diptyque, Le Voyage en Italie, dont le premier tome inaugure en 1988 la collection « Aire libre ». Cinq albums suivent dans cette collection entre 1990 et 2003. En 1993, la réédition d'À la recherche de Peter Pan inaugure la collection « Signé » du Lombard, où elle est suivie de la parution Zélie Nord - Sud. L'album Saigon - Hanoï, obtient le prix du scénario au festival d'Angoulême 1993.
En 1997, Cosey revient au Tibet, où il fait cinq voyages, avec le douzième Jonathan : Celui qui mène les fleuves à la mer. Il est suivi de La Saveur du Songrong en 2001. Pour son projet suivant, le diptyque Le Bouddha d'Azur pré-publié dans Spirou de 2005 à 2006, il décide de traiter du Tibet d'une manière plus documentaire et fouillée que dans ses albums précédents. Il annonce ensuite qu'il ne situera plus d'histoire dans cette région.
En 2008 sort le quatorzième Jonathan, Elle ou dix mille lucioles, situé cette fois en Birmanie où Cosey avait voyagé en 2007. L'album suivant, Atsuko, est publié en 2011 et se situe au Japon.
En 2012, l'artiste reçoit le prix Grand Boum au festival BD Boum de Blois pour l'ensemble de son œuvre.
Le seizième album de Jonathan, Celle qui fut, est situé en Inde et sort en 2013.
2016 voit la parution de l'album Une mystérieuse mélodie dans la collection « Disney by Glénat ». Cosey y narre la rencontre de Mickey avec sa fiancée Minnie.
En 2017, il remporte le Grand Prix au festival d'Angoulême. Cette même année, il livre un album en noir et blanc, Calypso.
En 2021 paraît l'album La Piste de Yéshé qui cloture la série Jonathan.

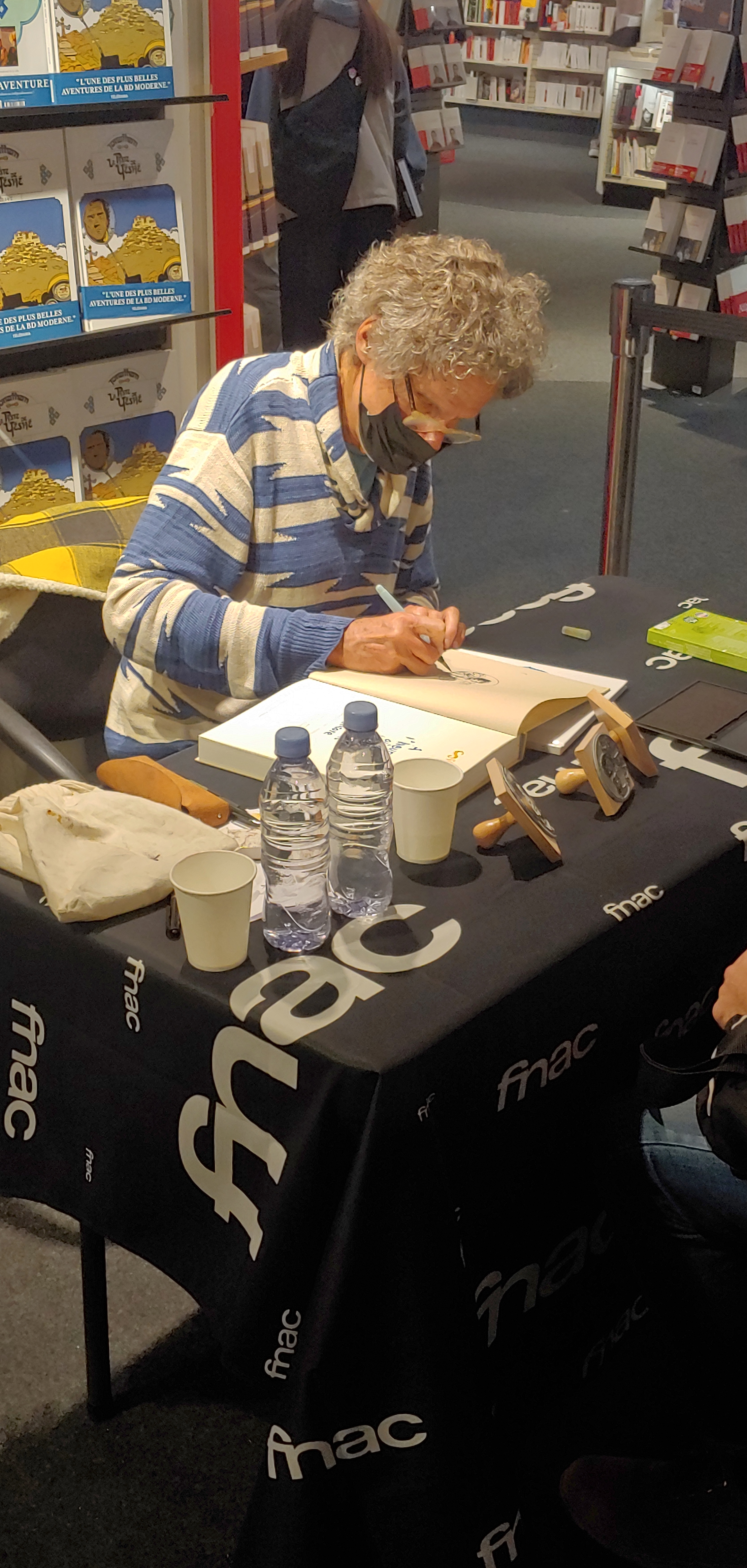
Cosey en dédicace à Paris en novembre 2021.

## Œuvres publiées

### Bande dessinée

#### Dans des périodiques
- Monfreid et Tilbury (dessin), avec André-Paul Duchâteau (scénario), dans Le Soir Jeunesse, 1971.
- Paul Aroïd, dans 24 Heures :

1. 24 Heures avec Paul Aroïd, 1971
2. Le Retour de la bête, 1972
3. Un rire au fond du lac, 1973

- Un shampooing pour la couronne – Une Aventure de Clarence (dessin), avec Jacques Ralf (scénario), dans 24 Heures, 1973.
- Perles à rebours aux Tuamotu, dans 24 Heures et La Dépêche de Tahiti, 1974.
- Jonathan, dans Le Journal de Tintin, 1975-1982.
- À la recherche de Peter Pan, dans Tintin, 1983-1984.
- Une petite tulipe rose, dans Spirou no 3383, 2003.
- Le Bouddha d'azur, dans Spirou, 2005-2006.

#### Albums
- Un shampooing pour la couronne – Une Aventure de Clarence, Publishing & Copyright, 1974.
- Jonathan, Le Lombard, 17 volumes, 1975-2021.

1. Souviens-toi, Jonathan, 1977 (paru en 1975 dans Tintin, voir Jonathan).
2. Et la montagne chantera pour toi, 1977.
3. Pieds nus sous les rhododendrons, 1977.
4. Le Berceau du Bodhisattva, 1979.
5. L'Espace bleu entre les nuages, 1980.
6. Douniacha, il y a longtemps…, 1980.
7. Kate, 1981.
8. Le Privilège du serpent, 1982.
9. Neal et Sylvester, 1983.
10. Oncle Howard est de retour, 1985.
11. Greyshore Island, 1986.
12. Celui qui mène les fleuves à la mer, 1997.
13. La Saveur du Songrong, 2001.
14. Elle ou dix mille lucioles, 2008.
15. Atsuko, 2011.
16. Celle qui fut, 2013.
17. La Piste de Yéshé, 2021.
  - Hors-série : Jonathan, une autobiographie imaginaire en BD, Le Lombard, 2011

- À la recherche de Peter Pan, Le Lombard, coll. « Histoires et Légendes » :

1. À la recherche de Peter Pan 1, 1984[10]
2. À la recherche de Peter Pan 2, 1985
  - Intégrale noir et blanc, Niffle, 2018

- Le Voyage en Italie, Dupuis, coll. « Aire libre », 2 volumes, 1988.
- Orchidea, Dupuis, coll. « Aire Libre », 1990.
- Le Retour de la bête, Loch Ness, 1991. Réédition des albums de 1971 et 1972.
- Saigon - Hanoï, Dupuis, coll. « Aire Libre », 1992.
- Zélie Nord - Sud, Le Lombard, coll. « Signés », 1994.
- Joyeux Noël, May !, Dupuis, coll. « Aire Libre », 1995.
- Zeke raconte des histoires, Dupuis, coll. « Aire Libre », 1999[11].
- Une maison de Frank L. Wright, Dupuis, coll. « Aire Libre », 2003[12].
- Champéry, été 1863, Patrimoine Champérolin, 2004.
- Tu manques, d'après la chanson éponyme de Jean-Jacques Goldman, dans Chansons pour les yeux, Delcourt, 2004.
- Le Bouddha d'azur, Dupuis, coll. « Empreinte(s) » :

1. Tome 1, 2005.
2. Tome 2, 2006.

- Une mystérieuse mélodie, d'après Walt Disney, coll. « Disney by Glénat », mars 2016.
- Calypso, Futuropolis, octobre 2017.
- À la recherche de Peter Pan, réédition en un seul volume sous le label « signé Cosey » à l'occasion du Grand Prix d'Angoulême récompensant l'ensemble de l'œuvre (Le Lombard, 2017).
- Minnie et le Secret de tante Miranda[13], d'après Walt Disney, coll. « Disney by Glénat », novembre 2019.

#### Divers
- Spécial John Lennon : l'hommage de la bande dessinée, Casterman, coll. « À Suivre », hors-série, pages 96-97, 1981.

### Illustrations
- Couverture du Spirou no 1628, 1969.

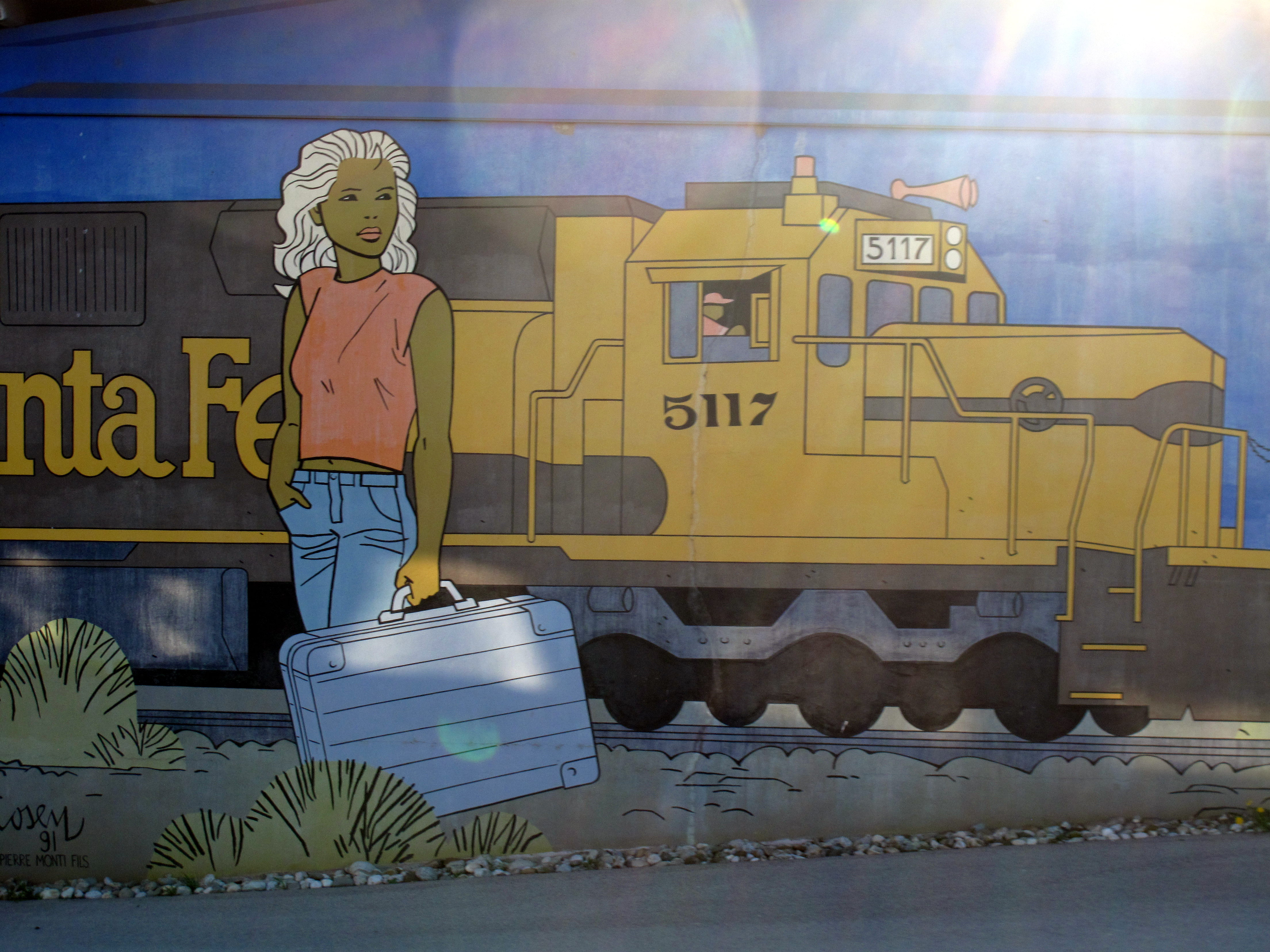
Fresque décorant un hangar près de Morges, en Suisse.

- L'Enfant Bouddha, illustrations du livre de Jacques Salomé, 1993.
- Le Vol de l'aigle, illustrations du livre de Jean-Charles Bernardini (Mango Jeunesse, coll. « Cercle magique »), 2002.
- La Planète bleue, volume 3, 2005. Pochette et livret du CD issu de l'émission La Planète bleue.
- Les Guetteurs du passé, couverture du livre d'Yves Blanc, Éditions Favre, 2010.

## Prix
- 1976 :  Prix Saint-Michel de l'espoir pour Jonathan[14]
- 1979 : 
  -  Grand Prix Saint-Michel pour L'Espace bleu entre les nuages (Jonathan, t. 5)[5]
  -  Grand prix Saint-Georges de la ville de Mons
- 1981 :  Minerve d'or de la société d'encouragement au bien, distinction remise par le président du Sénat français Alain Poher[15]
- 1982 :  Alfred du meilleur album au festival d'Angoulême pour Jonathan t. 7 : Kate[16]
- 1986 : 
  -  Prix du Soleil d'or, Festival de la BD à Sierre pour À la recherche de Peter Pan[1]
  -  « Betty Boop » du meilleur album (festival de Hyères) pour À la recherche de Peter Pan[1]
- 1988 :  Prix Max et Moritz de la meilleure publication de bande dessinée pour À la recherche de Peter Pan
- 1990 :  Prix des libraires de bande dessinée pour Voyage en Italie, t. 1
- 1992 :  Alph-Art du meilleur scénario au festival d'Angoulême pour Saïgon-Hanoï
- 1994 :  Grand prix du festival de Solliès
- 2007 : Invité d'honneur de BD-Fil[17] à Lausanne
- 2008 :  Prix Bonnet d'âne au Quai des Bulles
- 2012 :  Prix « Grand Boum-Ville de Blois », pour l'ensemble de son œuvre au festival bd BOUM
- 2013 :  Grand prix Diagonale pour l'ensemble de son œuvre[18] ;
- 2016 :  Prix Super-Tournesol à l'occasion du vingtième anniversaire du prix Tournesol pour l'ensemble de son œuvre
- 2017 :  Grand prix du festival d'Angoulême
- 2018 : 
  -  Chevalier des Arts et des Lettres, décoration remise par Françoise Nyssen lors du festival d'Angoulême[19]
  -  Grand prix de la Fondation vaudoise pour la culture (doté de 100 000 francs, remis pour la première fois en 31 ans à un auteur de bandes dessinées)[20],[21]

#### Livres
: document utilisé comme source pour la rédaction de cet article.
- Jean-Louis Lechat, Le Lombard 1946-1996 : un demi-siècle d'aventures, t. 2 : 1970-1996, Bruxelles, Le Lombard, 5 décembre 1996 (ISBN 2-8036-1233-X, BNF 37539082), p. 41, 48, 60, 88, 93-95, 107, 117, 119, 129, 141, 182, 201. .
- Cosey (entretien avec Stephan Caluwaerts and André Taymans), À propos de Jonathan, Nautilus, coll. « À propos », 2000.
- Cosey, Écho, Daniel Maghen, Paris, 2007.
- (de) Dino Logoz, Cosey, Comic Forum, 1988.
- (fr + en) Jean-Pierre Mercier (dir.), Cosey d'Est en Ouest. Cosey from East to West, Angoulême, Musée de la bande dessinée, 1999, 48 p. (ISBN 2-907848-18-6). Catalogue de l'exposition présentée du 27 janvier au 25 avril 1999 :
  - (fr + en) Jean-Philippe Martin, « L'Espace blanc entre les images », dans Jean-Pierre Mercier (dir.), Cosey d'Est en Ouest. Cosey from East to West, Angoulême, Musée de la bande dessinée, 1999 (ISBN 2907848186), p. 9-29.
  - (fr + en) Cuno Affolter et Urs Hangartner, « Rencontre avec l'horizon », dans Jean-Pierre Mercier (dir.), Cosey d'Est en Ouest. Cosey from East to West, Angoulême, Musée de la bande dessinée, 1999 (ISBN 2907848186), p. 33-46.
- Paul Gravett (dir.), « De 1970 à 1989 : Le Voyage en Italie », dans Les 1001 BD qu'il faut avoir lues dans sa vie, Flammarion, 2012 (ISBN 2081277735), p. 517.

#### Périodiques
- Frédéric Bosser et Géant Vert, Bernard Cosey : Sinalco, cenovis, sugus, dBD n°119, décembre 2017-janvier 2018, p. 36-43.

#### Articles
- Daniel Couvreur et Cosey (int.), « Bande dessinée : Écho de Bernard Cosey. Souviens-toi de Jonathan et Peter Pan. Entretien », Le Soir,‎ 3 novembre 2007
- Cosey (interviewé) et Antoine Duplan, « Cosey: « voyager a permis d'enrichir mon dessin » », Le Temps,‎ 21 octobre 2017